# BLACK SPOT
『BLACK SPOT』（ブラックスポット）は今井神による日本の同人漫画作品。同人作品としては異例の300ページ超の長編漫画である。現在連載中の『NEEDLESS』とリンクしている部分がある。

## 概要
今井が高校時代に描いた落書き漫画『原作 NEEDLESS』（以降、原作）を総集編として描いたのが本作である。1998年から1999年に渡って前後編で発表され、2003年に「完全版」として一冊にまとめられている。
原作や連載版と違い、能力を「フラグメント」などの単語を用いずに説明していたり、差別問題に重点を置いているのが特徴。同じ差別問題を描いた『NEEDLESS エゴイックロータス』に比べ、非常にシリアスな作品に仕上がっている。
今井曰く「描いてみたら全然違う話になったが、世界観はほぼ同じ」とのこと。
2004年にまんがの森とメロンブックスで販売された「今井神初期作品集」にも収録された。
2009年作者公式サイトのBBSにて復刻投票が行われ、メロンブックスでの再版が予定されている。

## あらすじ
2132年、かつて東京と呼ばれた場所は第3次世界大戦により汚染され、今では貧民街として「街（シティ）」のゴミ投棄場となっていた。貧民街に住む者たちは投棄されるゴミを漁り、生活の糧としていた。夜景にぽっかりと開いた黒い穴のようなその場所を、人々は「ブラックスポット」と呼んだ。
前編
ある日、ブラックスポットにゴミと一緒に一人の少女が捨てられた。暴漢達に襲われる彼女を助けたのは貧民街の孤児院「人の家」に住む青年カインだった。カインは、少女を母親の元へ返すため、「街」を目指してブラックスポットを後にした。
後編
シメオンへと潜入したカインは、シメオンが行っていた人体実験を目の当たりにする。そしてカインとアヴェルの宿命の戦いが始まった…。

## 登場人物
カイン
ブラックスポットの孤児院「人の家」に住む青年。「声」の能力を持つ。
実はかつてシメオンで行われていた「神の遺伝子」を作り出す「レーベンスボルン計画」で生まれた。アヴェルとの頭部相転移手術により、女性の体を持っている。手術の際に拒絶反応を示したため、ブラックスポットに廃棄された。「声」の能力は手術後に手に入れたものである。実験体No.は77。
アヴェル
シメオンの救聖児と呼ばれる青年。カインと同じく「声」の能力を持つ。実はカインの妹であり、「神の遺伝子」を持っていた。しかし、感染症にかかったため、カインとの頭部相転移手術を施され、男性の体を手に入れた。実験体No.は78。
カロメナ
ブラックスポットに投棄された少女。精神薄弱児で言語障害を持つために捨てられたと思われていたが、シメオンにより脳にチップを埋め込まれていた事が判明する。「カロメナ」という名はカインによって付けられる。
セト
アヴェルの妹。「愛で人を救う」ことが目標。実はカインが生まれた時に腹から生えていた頭部に後から造った体を移植し、アヴェルの妹とされていた。
ヘイデン
孤児院「人の家」を営む女性。しかし裏では子供達を育てるためにシメオンに実験材料として子供を渡していた。
エフンネ
セトの知り合いの医者。かつてシメオンに所属しており、カインとアヴェルの頭部相転移手術の執刀を担当していた。
ヘイデンの実の父。

## 他作品との関連
- 主人公カインは『NEEDLESS 1.5』の準主人公カインの成長後に位置づけられている（ただし、設定的に矛盾している点がある）。
- アヴェルは読み切り作品『呪力戦隊リクワイヤー』に登場する悪の王子「ゲイリー」のモデルとなっている。
- 連載版の主人公アダム・ブレイドとイヴがシメオンの実験体として1コマだけ登場している。

## 補足
- 本作に登場する人物名・組織名等は旧約聖書から取られている。
- あとがきに掲載された「BLACK SPOT用語集」には正典、外典その他を統合した今井独自の『アダムの系図』が掲載されている。